# 漢冶萍公司
漢冶萍公司（かんやひょうコンス）は、中国の漢陽区の製鉄所、大冶鉄山、萍郷の炭鉱を統合して設立した大規模な民間製鉄会社。
19世紀末に張之洞の建議で大冶の鉄が採掘され、漢陽に製鉄事業をおこしたが、のち盛宣懐が経営にあたって萍郷の石炭採掘を開始し、1908年に三者を合併して漢冶萍媒鉄厰礦有限公司となった。
日清戦争以後の資本主義の発展につれて、日本はその鉄鉱買占め、日本興業銀行などが資本投下を行い、1915年の対華21カ条要求で日中合弁を要求したが、利権回収の風潮が高まって失敗した。第二次世界大戦中は日本製鉄会社に管理されたが、中華人民共和国の成立後，盛宣懐の孫が総経理となり、準国営として存続した。

## その他
上記の「日中合弁失敗」の頃に宮沢賢治が執筆した戯曲『ポランの広場』には、登場人物による「どうです、カンヤヒャウ問題もいよいよ落着ですな。」「えゝ、どうも大へんに不利なことになりました。」という会話がある。